# Cecropis badia
La golondrina ventrirrufa (Cecropis badia) es una especie de ave paseriforme de la familia Hirundinidae endémica de la península malaya. Anteriormente se consideraba una subespecie de la golondrina estriada. 

## Descripción
Sus partes superiores son de color negro azulado, incluido el píleo y la frente, mientras que su rostro, partes inferiores y obispillo son de color rojizo intenso. En el pecho y vientre presenta un fino veteado oscuro.